# 伊豆英一
伊豆 英一（いず えいいち、1946年10月15日 - ）は、日本の経営者。熊本日日新聞社社長、会長を務めた。

## 来歴・人物
熊本県出身。1969年に早稲田大学文学部を卒業し、同年に熊本日日新聞社に入社した。1973年に取締役に就任し、1982年に常務、1985年12月に専務を経て、1997年6月に社長に就任。2014年6月に会長を経て、2017年6月には名誉会長に就任。